# 帕夫利基 (波尔塔瓦州)
49°6′51″N 33°43′8″E / 49.11417°N 33.71889°E
帕夫利基（烏克蘭語：Павлики），2016年前称共产国际村（烏克蘭語：Комінтерн），是烏克蘭中部的村莊，隸屬波爾塔瓦州的克雷門丘克區。該村分別距離埃里斯季夫卡1.5公里和舍夫琴基2.5公里，海拔高度72米，2001年人口50。